# ONE PIECE 黃金島大冒險
《ONE PIECE 黃金島大冒險》是日本漫畫家尾田榮一郎所著的漫畫作品《ONE PIECE》所改編而成的劇場版，為ONE PIECE系列首部電影版，於2000年3月4日上映。

## 劇情
過去海上有個著名的黃金大盜烏南，專門搶壞蛋的黃金，據說他最後帶著所有黃金隱居某座小島，這時，魯夫等人巧遇一個小男孩托比歐，他不願繼承爺爺的事業，堅持要去找烏南，另一方面，騙人布也被貪戀黃金的大壞蛋艾德拉哥抓到，一行人在陰錯陽差下，同時來到烏南的黃金島上，並且真的找到了烏南的城堡，可是烏南是否仍活著，最後誰又能奪得他的黃金呢…

## 登場人物

### 原作人物
草帽海賊團
| 角色名稱    | 配音員   | 配音員 |
| 角色名稱    | 日本     | 臺灣   |
| ----------- | -------- | ------ |
| 蒙其·D·魯夫 | 田中真弓 | 錢欣郁 |
| 羅羅亞·索隆 | 中井和哉 | 宋克軍 |
| 娜美        | 岡村明美 | 許淑嬪 |
| 騙人布      | 山口勝平 | 符爽   |

### 本作人物

#### 黃金島
烏南（Woonan）
聲優：野澤那智、草尾毅〈少年時期〉（日本）；符爽（台灣）
人稱「黃金大盜」（黄金の大海賊），但他只搶奪壞人的錢財，他所擁有的黃金約占全世界33%。懸賞金額：6,000萬貝里（劇場版第9部有提及）。
岩藏（Ganzo）
聲優：青野武、松野太紀〈少年時期〉（日本）；孫中台、宋克軍〈少年時期〉（台灣）
托比歐的祖父，在海上開設一間小小的關東煮攤，手藝一流但超級廉價，少年時期和烏南是情同兄弟的總角之交。
托比歐（Tobio）
聲優：今井由香（日本）；許淑嬪（台灣）
岩藏之孫，不願意繼承祖父的關東煮攤，夢想成為烏南的部下。

#### 海賊
艾德拉哥（El Drago）
聲優：内海賢二（日本）；宋克軍（台灣）
對黃金極度癡狂的海賊，超人系「音波果實」（台譯：回音果實）能力者的音波人。懸賞金額：1,200萬貝里（劇場版第14部有提到）。最後被魯夫擊敗。
哥拉斯（Golass）
聲優：不明（日本）；符爽（台灣）
艾德拉哥雇用的打手，是個為了錢而捨棄劍士尊嚴的可悲之人。懸賞金額：800萬貝里（劇場版第9部有提到）。最後被索隆擊敗。
丹尼、唐尼、迪尼（鬣狗三人組）
聲優：笠井信輔、境鶴丸、伊藤利尋（日本）；宋克軍、孫中台、符爽（台灣）
艾拉德哥雇用的打手，在續作《發條島的冒險》也有登場。

## 工作人員
- 原作：尾田榮一郎
- 導演：志水淳兒
- 編劇：島田滿
- 音樂：田中公平
- 人物設計：久田和也、小泉昇
- 作畫監督：久田和也
- 美術導演：行信三

## 音樂
片頭曲（We Are!）
作詞：藤林聖子；作曲：田中公平；編曲：根岸貴幸；歌：きただにひろし
片尾曲「memories」
作詞：大槻真希；作曲・編曲：森純太；歌：大槻真希